# Svarfdœla saga
Die Svarfdœla saga ist eine Isländersaga, die vermutlich um 1300 oder in der ersten Hälfte des 14. Jahrhunderts verfasst wurde. Sie ist relativ unbekannt und wird in der Forschung als eher „fragwürdig“ eingestuft.

## Überlieferung
- Schauplatz der Saga ist das Svarfadartal in Nordisland, westlich des Eyjarfjordes. Wegen der recht genauen geographischen Beschreibung des Schauplatzes wird ein Verfasser vermutet, der aus dieser Gegend ist.
- Die Überlieferung ist ausgesprochen schlecht. Ein Fragment der Saga hat sich auf einem Blatt erhalten, das aus einem Pergamentcodex aus der Mitte des 15. Jahrhunderts stammt. Die älteste Papierhandschrift ist eine Kopie des Geistlichen Jón Erlendsson aus der Mitte des 17. Jahrhunderts, leider verstümmelt. Sie enthält mehrere kleinere und eine sehr umfangreiche Lücke, deren Inhalt bisher kaum rekonstruiert werden konnte. Alle anderen Papierhandschriften (über 40) gehen auf diese Handschrift zurück.[1]
- Mit Blick auf die Lücke im Anfangsteil der Papierschrift, das erhaltene Pergamentblatt und Hinweise im 'Thorleifs þættir" (aus dem Flateyjarbók) wird gemutmaßt, dass es bereits im 13. Jahrhundert eine Fassung gegeben hat, die später umgeschrieben wurde und sich von der überlieferten Version wesentlich unterschieden hat.[2]

## Handlung
Die Svarfdœla saga erzählt zunächst von den Wikingerfahrten des Thorsteins Thorgnýsson und seiner Eheschließung mit einer Jarlstochter, ehe sich dieser in Norwegen niederlässt. Daraufhin folgt die große Lücke, die vermutlich mehrere Blätter umfasst hat. Danach geht es um die Landnahme von Thorstein svǫfudr am Eyjarfjord im 10. Jahrhundert. Unklar bleibt, in welchem Verhältnis Thorstein svǫfudr zu Thorstein Thorgnýsson steht und wie die weitere Handlung mit dem Beginn der Saga verknüpft war.
Vor dieser Landnahme wird Thorsteins svǫfudr Schwester von einem Berserker geraubt und entehrt, ihr Bruder geht nach Island und überlässt sie ihrem Schicksal. Sie schickt später ihre beiden Kinder, die aus diesem Verbrechen hervorgegangen sind, zu ihm, doch erst allmählich schafft es ihr Sohn Klaufi in Thorsteins Familie akzeptiert zu werden.
Nach der Landnahme kommt es im in der Nähe vom Eyjarfjord gelegenen Svarfadartal, wo Thorstein svǫfudr seinen Hof hat, zu einem langjährigen Konflikt zwischen seiner Familie und der des Goden Ljótólfrs. Die Auseinandersetzungen werden mit großer Brutalität geführt, wobei im Unterschied zu anderen Sagas kaum wenigstens so etwas wie eine Vermittlung zur Beilegung versucht wird. Klaufi erzwingt schließlich mit einer List die Ehe mit Yngvildr fagrkinn. (Die Art der Beziehung von Ljótólfr zu ihr und ihrer Familie ist in der Saga nicht ganz klar, im Thorleifs þættir ist sie die Geliebte des Goden.) Mit Hilfe ihrer Brüder lockt Yngvildr Klaufi schließlich in einen Hinterhalt. Er wird getötet und setzt in der Folge als Widergänger den Kampf auf der Seite seiner Familie fort. Thorsteins Sohn Karl inn raudi rächt Klaufis Tod und wird später von Skídi, einem früheren Sklaven und jetzigen Gefolgsmann von Ljótólfr getötet, dem er die Lippe gespaltet hatte. Wesentlichen Anteil an seinem Tod hat auch Yngvildr fagrkinn, die ihre Zustimmung zu einer Ehe mit Skidi davon abhängig macht. Beide gründen eine Familie, die in der Folge von Karls gleichnamigen Sohn ausgelöscht wird. Yngvildr fagrkinn wird von ihm mehrmals in die Sklaverei verkauft und rückgekauft, bis sie sich endlich unterwirft. Zuletzt kommt es zur Versöhnung, von der sie ausgeschlossen bleibt. Nach der Versöhnung wird Klaufis unheilvolles Treiben als Widergänger beendet, indem seine Leiche verbrannt und die Asche in einem Bleisarg in eine heiße Quelle versenkt wird. Valla-Ljot, der Sohn von Ljótólfr, folgt seinem Vater als Gode nach.

## Figurenkonstellation im Vergleich zu anderenIsländersagas
Die lückenhaft überlieferte Szene, wo der gleichnamige Sohn von Karl inn raudi Yngvildrs und Skídis Kinder vor den Augen ihrer Eltern tötet, dürfte nicht nur die brutalste Gewaltszene in einer Isländersaga sein, sondern verstört (wohl nicht erst aus heutiger Sicht) auch wegen Yngvildrs Verhalten, der offensichtlich ihr Stolz wichtiger ist, als das Leben ihrer Kinder. Im Vergleich zu anderen Isländersagas wirkt die Svarfdœla saga ausgesprochen „frauenfeindlich“.
Doch auch das Verhalten der meisten anderen Figuren ist zumindest aus heutiger Sicht sehr befremdend. Auf der anderen Seite sind in der Svarfdœla saga einige wichtige Rollen mit jenen Figuren besetzt, die gewöhnlich in der Saga sonst nur als Rand- oder Nebenfiguren zu finden sind: gesellschaftliche Außenseiterfiguren, Figuren, die nicht wenigstens aus der „Oberschicht“ sind.
Daneben gibt es auch die eine oder andere recht interessante Abweichung von aus anderen Sagas vertrauten „Handlungsmustern“ zu entdecken. So finden sich düstere, zweifelhafte Figuren (mit Berserkerzügen), die nach ihrem Tod als Widergänger ihr Unwesen treiben, in mehreren Isländersagas, doch fällt bei Klaufi auf, dass sich seine Untaten, selbst als Widergänger, nur gegen jene richten, die schon vorher seine Feinde oder die seiner Familie waren. Untaten gegen seine eigene Familie werden nicht gezeigt.

## Historizität / Bezug zu anderen Isländersagas
Gewöhnlich wird davon ausgegangen, dass den Geschehnissen ein Konflikt aus dem 10. Jahrhundert zugrunde liegt, der sich tatsächlich im Svarfadartal zugetragen hat, auch wenn er in der Svarfdœla saga von „fremden“ Motiven, z. B. aus den Vorzeitsagas und den Rittersagas (Rittara sögur) „überlagert“ wird. Die abgelegene Lage des Svarfadartals dürfte auch der Grund dafür sein, dass es kaum Bezüge zu anderen Isländersagas gibt. Ausnahmen sind der Thorleifs þættir und die Valla-Ljóts saga, eine Fortsetzung der Svarfdœla saga. Einzelne Motive wie z. B., dass jemand, der auf Rache sinnt, zunächst Wahnsinn vortäuscht, oder der „Widerspenstigen Zähmung“ finden sich in späteren Dichtungen, so zum Beispiel bei William Shakespeare, wieder.

## Rezeption
Nach der Saga (oder einer darauf basierenden Vorlage) komponierte Max von Schillings seine Oper Ingwelde, die inhaltlich allerdings stark von dieser abweicht.

## Übersetzungen
- Sammlung Thule, Altnordische Dichtung und Prosa, Bde. 1–24, herausgegeben von Felix Niedner und Gustav Neckel, Jena, 1912–1930.

## Sekundärliteratur
- Jónas Kristjánsson: Eddas und Sagas. Die mittelalterliche Literatur Islands. Übertragen von Magnús Pétursson und Astrid van Nahl, H. Buske, Hamburg, 1994, S. 253–255.
- Svarfdœla saga, in: Kindlers Neues Literaturlexikon. Studienausgabe. München, 1988. Bd. 19, S. 610f.